# Acurenam
Acurenam é uma cidade da Guiné Equatorial localizada na província de Centro Sur.